# يوناتان تاه
يوناتان غلاو تاه ((بالألمانية: Jonathan Tah)؛ مواليد 11 فبراير 1996 في هامبورغ) هو لاعب كرة قدم ألماني يجيد اللعب كقلب دفاع مع نادي بايرن ميونخ. والدته من ألمانيا ووالده من ساحل العاج.
في 1 سبتمبر 2014، تمت إعارته لفورتونا دوسلدورف لمدة عام واحد.
في 15 يوليو 2015، وقع عقداً مدته خمس سنوات مع باير ليفركوزن.

## روابط خارجية
- يوناتان تاه على موقع الاتحاد الدولي (مؤرشف)  (الإنجليزية)
- يوناتان تاه على موقع الاتحاد الأوربي (الإنجليزية)
- يوناتان تاه على موقع إي إس بي إن إف سي (الإنجليزية)
- يوناتان تاه على موقع قاعدة بيانات كرة القدم.إي يو (الإنجليزية)
- يوناتان تاه على موقع ليكيب (الفرنسية)
- يوناتان تاه على موقع ناشيونال فوتبول تيمز (الإنجليزية)
- يوناتان تاه على موقع Soccerbase.com (لاعب) (الإنجليزية)
- يوناتان تاه على موقع Soccerway.com (الإنجليزية)
- يوناتان تاه على موقع عالم كرة القدم.نت (الإنجليزية)
- يوناتان تاه على موقع AS.com (الإسبانية)